# Sciades jubatus
Sciades jubatus là một loài bọ cánh cứng trong họ Cerambycidae.